# مارونوئوچی

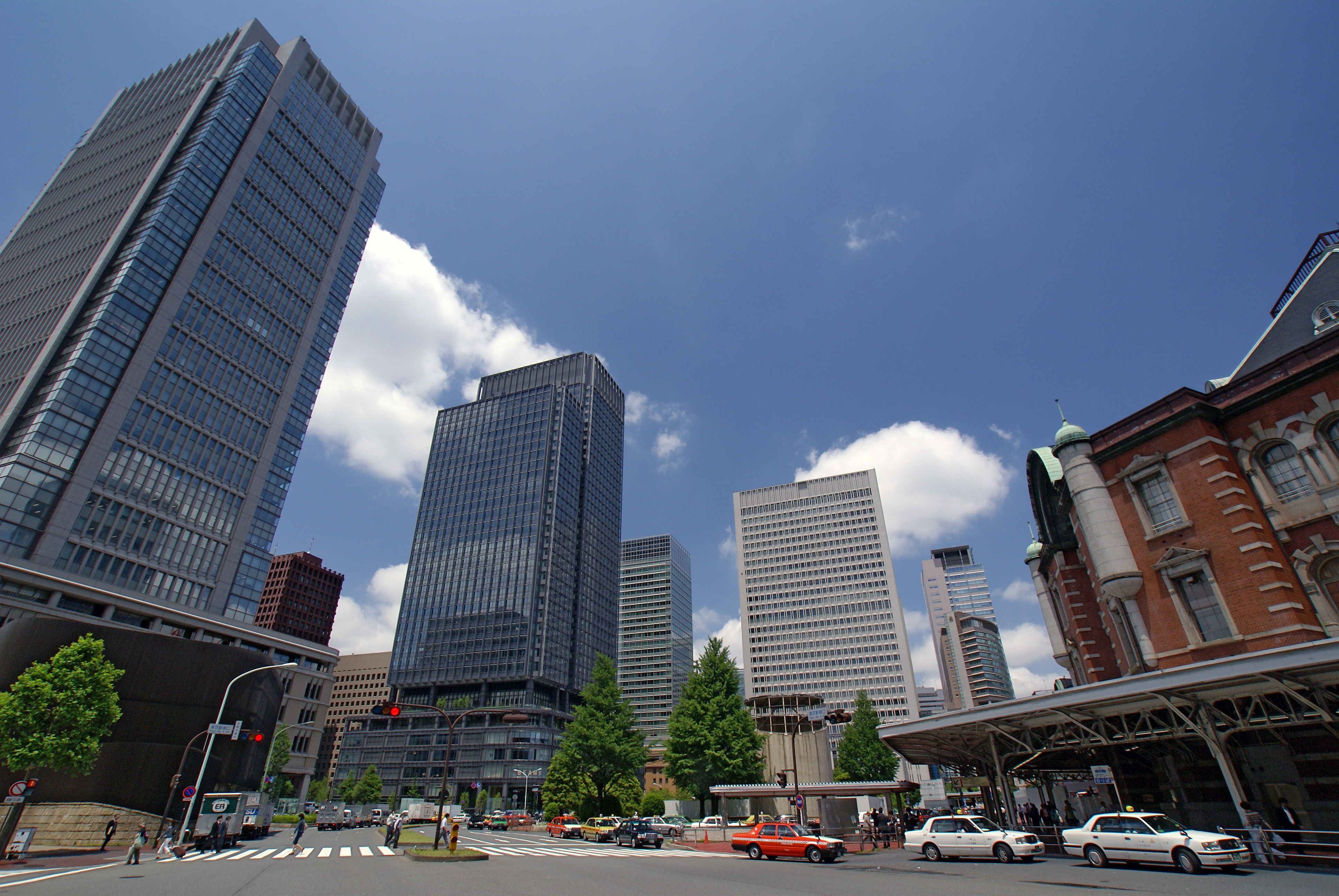
مارونواوچی

مارونوئوچی (به ژاپنی: 丸の内 Marunouchi) در منطقهٔ چیودا در توکیو پایتخت ژاپن واقع شده‌است. مارونواوچی به سه قسمت تقسیم می‌شود. در قسمت شمال آن  اوته‌ماچی، در قسمت شرق گینزا و یائسو، در قسمت جنوب آن هیبیا و یوراکوچو و در قسمت غرب مارونواوچی کاخ امپراتوری توکیو قرار دارد.

## دسترسی به منطقه
خطوط متروی توکیو در ایستگاه اوته‌ماچی (大手町駅)
- ○ خط مارونواوچی
- ○ خط توزائی
- ○ خط چیودا
- ○خط هانزومون

خطوط جی آر در ایستگاه توکیو
- ■ خط تندروی چوئو
- ■ خط که‌ایهین-توهوکو
- ■ خط یامانوته
- ■ خط توکائیدو
- ■ خط کییو
- ■ خط یوکوسوکا
- ■ خط تندروی سوبو

## مکان‌های معروف
- ایستگاه توکیو
- ساختمان بین‌المللی توکیو
- هتل ایستگاه توکیو (TOKYO STATION HOTEL)

## نگارخانه

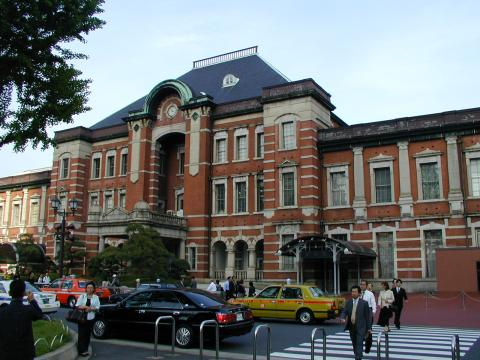
ایستگاه توکیو سمت مارونواوچی
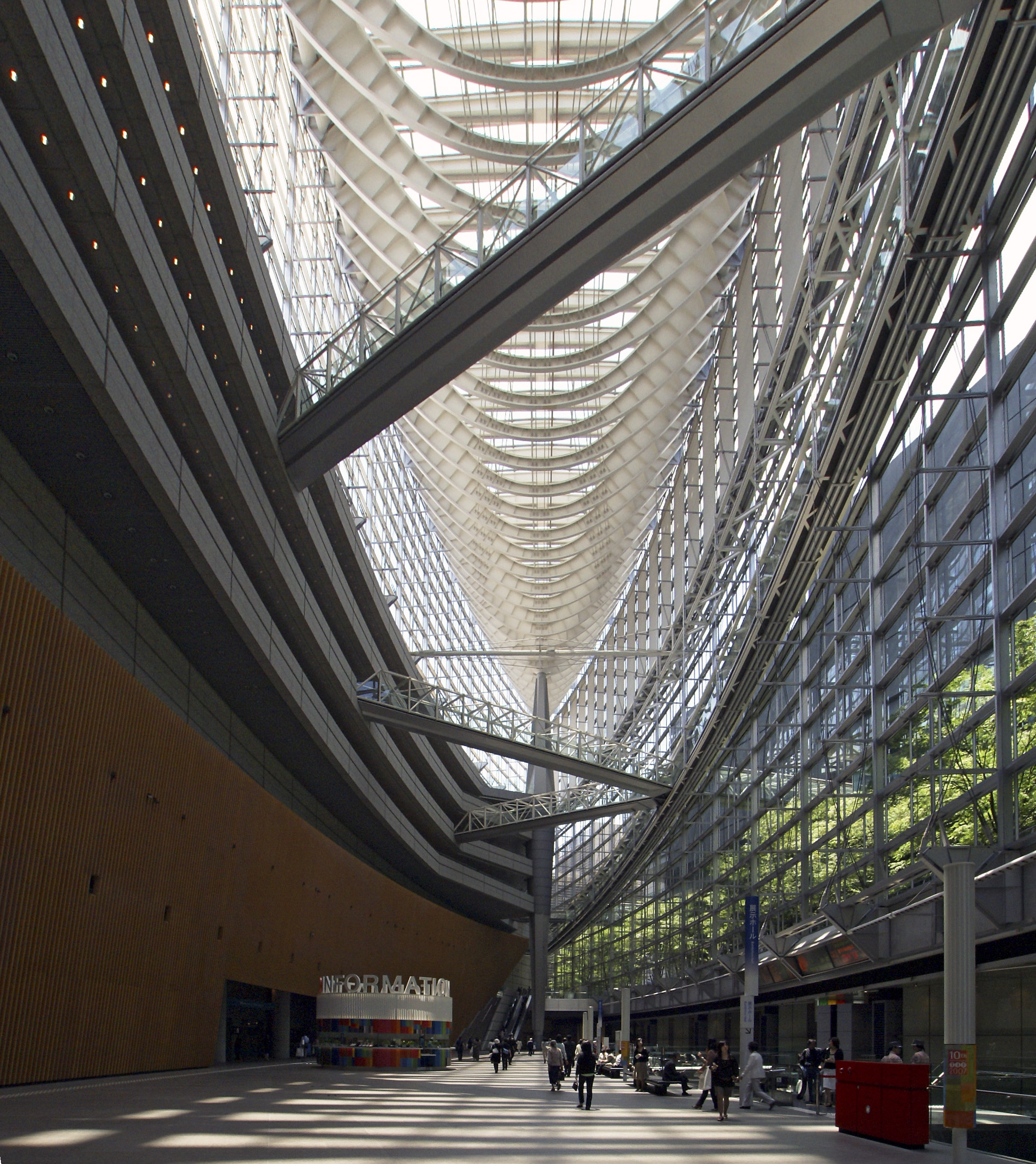
ساختمان بین‌المللی توکیو